# Dravidoseps gingeeensis
Dravidoseps gingeeensis — вид сцинкоподібних ящірок родини сцинкових (Scincidae). Ендемік Індії. Описаний у 2024 році.

## Поширення і екологія
Dravidoseps gingeeensis відомі з двох місцевостей, розташованих в округах Віллупурам і Тіруваннамалай на сході Тамілнаду. Вони живуть в сухих вічнозелених тропічних лісах, серед гранітних скель.